# Mizan Zainal Abidin af Terengganu
Sultan Tuanku Mizan Zainal Abidin eller Duli Yang Maha Mulia Al Wathiqu Billah, Al-Sultan Mizan Zainal Abidin Ibni Almarhum Al-Sultan Mahmud Al-Muktafi Billah Shah Al-Haj (født 22. januar 1962) er den trettende Yang di-Pertuan Agong (groft sagt svarende til en konge (valgkonge)) af Malaysia. Han regerede fra den 13. december 2006 og til den 13. december 2011.
Hans farfar Ismail Nasiruddin af Terengganu (1906 – 1979) havde været valgkonge af Malaysia i 1965 - 1970.

## Sultan af Terengganu
I 1998 døde hans far Mahmud af Terengganu (16. Sultan af Terengganu i 1979 – 1998), og Mizan Zainal Abidin blev den 17. sultan af Terengganu.
1. ↑  Navnet er anført på engelsk og stammer fra Wikidata hvor navnet endnu ikke findes på dansk.
2. ↑  Navnet er anført på engelsk og stammer fra Wikidata hvor navnet endnu ikke findes på dansk.
3. ↑  Navnet er anført på engelsk og stammer fra Wikidata hvor navnet endnu ikke findes på dansk.
4. ↑  Navnet er anført på engelsk og stammer fra Wikidata hvor navnet endnu ikke findes på dansk.